# Пал Шмітт
Пал Шмітт (угор. Schmitt Pál; 13 травня 1942, Будапешт) — угорський політик і фехтувальник, президент Угорського олімпійського комітету (з 1989 року). Обіймав посади президента Угорщини (2010–2012), спікера парламенту Угорщини (травень — серпень 2010 року) і віце-голови Європарламенту (2009–2010).

## Біографія
Закінчив Економічний університет імені Карла Маркса в Будапешті. Член збірної Угорщини з фехтування на шпагах у 1965–1977. Чемпіон Олімпійських ігор 1968 і 1972 року (командна шпага). Чемпіон світу та Європи.
Завершив спортивну кар'єру в 1977.
У 1989 став президентом Угорського олімпійського комітету.
У 1995–1999 був віце-президентом МОК, в 2001 виставляв свою кандидатуру на пост нового голови комітету.
У 1993–1997 був послом Угорщини в Іспанії, у 1998–2002 — у Швейцарії.
У 2003–2007 був віце-головою партії Фідес.
З 2004 — депутат Європарламенту (переобраний в 2009), де був одним з 14 віце-голів і головою комісії з відносин з Хорватією. У 2010 залишив свій депутатський мандат.
29 червня 2010 парламентом Угорщини обраний новим президентом країни 263 голосами проти 59 голосів у єдиного опонента Андраша Балога. Офіційно вступив на посаду 6 серпня 2010. 17 грудня 2010 року відвідав НСК «Олімпійський» в рамках робочого візиту до України.
У січні 2012 опинився в центрі скандалу, викликаного тим, що угорський економічний щотижневик HVG опублікував статтю угорського позаштатного журналіста про те, що докторська дисертація Президента Угорщини Пала Шмітта від 1992 була плагіатом робіт болгарського вченого Миколи Георгієва та німецького Клауса Хейнеманна. На свій захист зробив кілька заяв, які тільки посилили скандал. 29 березня 2012 докторська рада Будапештського університету медицини і спорту імені Ігнаца Земмельвайса ухвалив рішення про позбавлення Пала Шмітта докторського ступеня.
2 квітня 2012 у виступі перед парламентом Угорщини оголосив про відхід у відставку з поста президента.

## Родина
Дружина — колишня угорська гімнастка Каталін Макран (угор. Makray Katalin; нар. 1945 року), Віце-чемпіонка Олімпійських ігор 1964 року у вправах на брусах.